# Theresa Riess
Theresa Riess (* 1994) ist eine österreichische Schauspielerin und Jazzsängerin.

## Leben
Theresa Riess besuchte 2012/13 die Cambridge School of Visual and Performing Arts, anschließend begann sie ein Schauspielstudium an der Hochschule für Schauspielkunst Ernst Busch, das sie 2017 abschloss. An der Universität Wien studierte sie Philosophie, ihre Bachelorarbeit schrieb sie über feministische Ethik und Judith Butler. Seit 2019 erhält sie Unterricht in Jazzgesang bei Heidi Krenn in Wien.
In Cambridge spielte sie 2013 unter Rebecca Cuthbertson am Mumford Theatre in Pericles, 2014 stand sie am Berliner Arbeiter-Theater (BAT) als Luise Miller in Kabale und Liebe auf der Bühne. Unter der Leitung von Herbert Grönemeyer (Musik) und Robert Wilson (Regie) war sie 2015/16 am Berliner Ensemble in Faust I und II als Lieschen und Erzengel zu sehen. 2016 spielte sie an der Volksbühne Berlin in Sommergäste nach Maxim Gorki unter Silvia Rieger die Rolle der Kaleria. Diese Produktion wurde mit dem Ensemblepreis beim 27. Theatertreffen deutschsprachiger Schauspielstudierender ausgezeichnet.
Im Herbst 2020 stand sie unter der Regie von Andreas Kopriva für Dreharbeiten zu dem von Motiven des Falco-Songs Jeanny inspirierten ORF/MDR-Thriller Jeanny – Das 5. Mädchen an der Seite von Manuel Rubey in der Titelrolle als Jeanny Gruber vor der Kamera. 2022 drehte sie unter der Regie von Mirjam Unger und Andreas Kopriva für die ORF-Serie Biester basierend auf einem Drehbuch von Uli Brée, in der sie als Tiziana Sund, genannt „Tiz“, neben Fanni Schneider als ihre Filmschwester eine der Hauptrollen übernahm.
Neben ihrer Tätigkeit als Schauspielerin ist sie als Jazz-Sängerin tätig, mit dem Pianisten Jörg Leichtfried und dem Bassisten Joe Abentung gründete sie das Resa Riess Trio.

## Filmografie (Auswahl)
- 2022: Jeanny – Das 5. Mädchen (Fernsehfilm)
- 2024: Biester (Fernsehserie)
- 2024: SOKO Linz – Schlafende Hunde (Fernsehserie)
- 2024: Vienna Blood – Mephisto (Fernsehreihe)